# Постоянный фонд Аляски
Перманентный фонд штата Аляска (англ. Alaska Permanent Fund) — созданный штатом Аляска фонд, который управляет прибылью от добычи нефти в Аляске.
Фонд был создан в 1976 году в результате референдума о поправке к Конституции Аляски (Constitution of Alaska).
25 % прибыли штата от оборотов нефти поступают в Фонд. Половина дохода через дивиденды напрямую распределяется среди жителей Аляски. Каждый житель ежегодно получает одинаковую сумму.
Выплата каждый год пересчитывается и зависит от доходов последних пяти лет, а также от числа людей в соответственном году, которые должны получать деньги.

## Постоянные жители Аляски
Заявители на долю дивиденда не могут быть ранее судимы. Они должны быть жителями Аляски не менее одного календарного года и на момент подачи заявления на получение выплаты высказать намерение дальнейшего проживания на территории штата. Доходы подлежат обложению федеральным налогом.